# Porte de La Chapelle Arena
O Porte de La Chapelle Arena (também conhecido pelo nome do projeto Paris Arena II e pelo nome comercial Adidas Arena) é um futuro espaço multiuso e modular localizado no bairro de Chapelle em Paris (18º arrondissement de Paris). O local terá capacidade para 8.000 lugares para eventos esportivos e 9.000 lugares para shows e shows. Espera-se que seja entregue no verão de 2023. Originalmente, foi planejado para sediar os eventos de luta livre e o torneio preliminar de basquete masculino para os Jogos Olímpicos de 2024, antes de sediar o torneio paraolímpico de tênis de mesa. Finalmente, os testes olímpicos de badminton e rítmico ali acontecerá a ginástica, seguida de parabadminton e força atlética. Quando a arena for construída, ela se tornará a residência do Paris Basketball, bem como do PSG Handball para seus grandes jogos.

## Ligação externa
- Página oficial